# 우에스기 기요코
우에스기 키요코(일본어: 上杉 清子 うえすぎ きよこ[*], 분에이 7년 (1270년) - 고코쿠 3년/고에이 원년 12월 23일 (1343년 1월 20일))는 가마쿠라 시대 후기부터 무로마치 시대 초기의 여성이다. 본성은 후지와라씨이다. 카쥬지류의 일파인 우에스기씨 출신으로, 아버지는 우에스기 요리시게이다. 아시카가 사다우지의 측실로, 아시카가 타카우지, 타다요시 형제의 어머니이다.

## 약력
우에스기 시게아키 (오우기가야츠 우에스기가 가조), 우에스기 노리후사, 니치죠의 형제자매이다. 우에스기 노리아키 (야마노우치 우에스기가 가조), 우에스기 노리후지 (이누가케 우에스기가 가조) 형제와 우에스기 시게요시 (타쿠마 우에스기가 가조)는 조카이고, 야마나 토키우지는 사촌에 해당한다.
생년은 『三宝院賢俊僧正日記』의 고코쿠 3년/랴쿠오 5년 (1342년) 2월조에 「大方殿　七十三　卯酉」라고 있는데, 이에 따라 역산하면 분에이 7년이 된다. 가겐 3년 (1305년)에 타카우지를 낳았다. 이때 키이 코카와데라의 관음에게 빌었기 때문에 후년, 엔겐 원년/겐무 3년 (1336년)에 코카와데라에 호첩을 기부하고, 이듬해에는 영지를 기진하였다.
남편 사다우지 사후에도 아시카가가를 지탱하며, 타카우지, 타다요시 형제가 막부 토벌로 움직일 때에는 매일 행동을 같이 하였다. 무로마치 막부 성립 후에는 친정인 우에스기가의 융성에 힘을 썼다.
浄妙院殿雪庭라 칭하였고, 세상은 錦小路殿라고 불렀다. 또한 大方禅尼라고도 불렸다. 와카에도 재능이 있고, 작품이 『후가와카슈(風雅集)』에 입선하였다. 법호는 카쇼인덴이라고 하며, 묘소는 교토 토지인에 있다.

## 등장 작품

### TV드라마
- 『태평기』 (1991년, NHK대하드라마) - 배우 후지무라 시호